# Benoît-Marie Boyer
Pour les articles homonymes, voir abbé Boyer et Boyer.
L'abbé Benoît-Marie Boyer est un prêtre catholique et bibliophile français né le 6 mars 1764 à Marseille et mort le 1er avril 1830 à Marseille.

## Biographie
D'une famille originaire du Languedoc et fixée à Marseille, Barthélemy Jacques Canat Boyer est le fils ainé du négociant Jean Jacques Joseph Boyer et de Magdeleine Amphoux. Son oncle, l'abbé Barthélemy Boyer (1712-1775), est chanoine et grand vicaire du diocèse de Mirepoix. Son frère aîné, Barthélemy Boyer (1757-1833), également prêtre, devient successivement grand vicaire de différents diocèses. 
À l'âge de quinze ans, il est admis dans l'ordre de Saint-Jean de Jérusalem, ses preuves de bourgeoisie, légitimité et honorabilité, sont du 5 décembre 1779. Il suit ses études de droit et de théologie à l'Académie de Malte, est ordonné prêtre et devient chapelain conventuel de son ordre. Le bailli de Pennes, protecteur de la langue de Provence au sein de l'Ordre, lui confie la défense de cette langue. Le 2 août 1790, il est nommé prieur de Sainte-Barbe à Toulouse (prieuré hospitalier de Toulouse).
L'abbé Boyer réside Malte durant de la Révolution malgré l'occupation anglaise. Se liant d'amitié et de confiance avec le grand maître Emmanuel de Rohan-Polduc, il devient son aumônier personnel, lui administrant les derniers sacrements en 1797,. Il est également l'aumônier de l'hôpital de La Valette.
En 1817, il retourne à Marseille, se dévouant aux pauvres de l'hospice de la Charité et de l'Hôtel-Dieu. Jusqu'à son décès, il exerce bénévolement les fonctions d'aumônier des hospices de la ville.
Il se voit dans l'obligation de ne plus assister aux processions dans la ville, Mgr Fortuné de Mazenod réprouvant son habit quasi-épiscopal de chapelain.

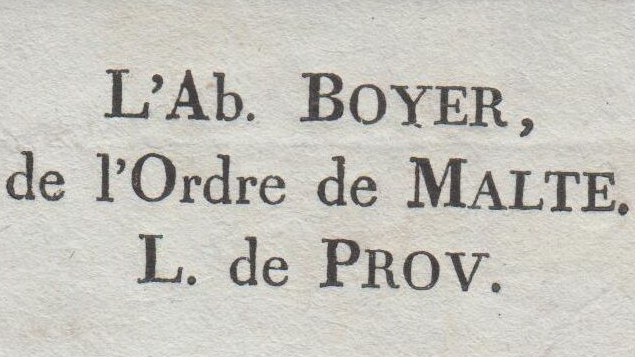
Ex-libris de l'abbé Benoît-Marie Boyer.

À Marseille, il habite chez son jeune frère, le négociant et armateur Honoré Boyer (1766-1844), au no 16 de la rue de la Guirlande. Honoré, marié à Claire Ferrandy (nièce de amiral de Vence), est le grand-père de Vincent Seux.
L'abbé Boyer est un bibliophile et érudit, spécialiste des versions de la Bible en langues orientales. Il étudie également l'histoire civile et religieuse, ainsi que l'archéologie. Possédant une considérable bibliothèque, il annote et fiche ses bouquins. Circulant dans sa chambre que par un étroit couloir pratiqué au milieu de piles de livres, il faillit être tué par une avalanche de livres sans l'intervention de son frère qui lui sauva alors la vie. Sa bibliothèque sera cédée au grand séminaire de Marseille par sa famille.
Il est élu membre de l'Académie de Marseille en 1826 (20e fauteuil). Son discours de réception porte sur la nécessité pour le clergé de s'associer au progrès des sciences.

## Publications
- Notice sur une médaille du Grand-maître de Rohan (1793)

## Sources
- Notice biographique sur feu M. Barthélemy Boyer, grand vicaire du diocèse de Bayonne, suivie d'un discours prononcé sur la tombe de M. Benoît-Marie Boyer, membre de l'Académie de Marseille, etc., Bordeaux, 1833
- Émile Perrier, Les Bibliophile et les Collectionneurs Provençaux anciens et modernes, Arrondissement de Marseille, Marseille, 1895, p. 95-96
- Pierre Guiral, Les Marseillais dans l'histoire, Privat, 1988
- Félix Reynaud, L’abbé Benoît Boyer (1764-1830), premier chapelain du grand-maître Rohan, 1999